# Araneus mammatus
Araneus mammatus là một loài nhện trong họ Araneidae.
Loài này thuộc chi Araneus. Araneus mammatus được miêu tả năm 1951 bởi Archer.